# Trioxid de telur
Trioxidul de telur este un compus anorganic cu formula TeO3. Molecula de trioxid de telur conține un atom de telur în starea de oxidare +6.

## Polimorfi
Există două forme de trioxid de telur, cea galbenă/roșie (α-TeO3) și cea gri, romboedrică (β-TeO3), care este mai puțin reactivă. 

α-TeO3 are o structură similară cu cea a fluorurii de fier (III) (FeF3), cu unități octaedrice de TeO6 unite în toate vârfurile. 

## Obținere
α-TeO3 poate fi obținut prin încălzirea acidului ortoteluric, Te(OH)6, la temperaturi mai mari de 300°C: 
{\displaystyle \mathrm {H_{6}TeO_{6}\ {\xrightarrow {220-320^{o}C}}\ TeO_{3}+3H_{2}O} }
Forma β-TeO3 poate fi preparată prin încălzirea α-TeO3 cu O2 și H2SO4 într-un tub închis. 

α-TeO3 nu reacționează cu apa, dar devine un agent oxidant puternic când este încălzit.  Cu bazele alcaline formează telurați. 